# Vyšná Kamenica
Vyšná Kamenica este o comună slovacă, aflată în districtul Košice-okolie din regiunea Košice. Localitatea se află la altitudinea de 354 m deasupra n.m., se întinde pe o suprafață de 11,33 km2 și în 2017 număra 301 locuitori.

## Istoric
Localitatea Vyšná Kamenica este atestată documentar din 1427.

## Demografie
| An:                | 1994 | 2004   | 2014   | 2024    |
| ------------------ | ---- | ------ | ------ | ------- |
| Număr de persoane: | 233  | 245    | 268    | 393     |
| Diferență:         |      | +5,15% | +9,38% | +46,64% |

| An:                | 2023 | 2024  |
| ------------------ | ---- | ----- |
| Număr de persoane: | 375  | 393   |
| Diferență:         |      | +4,8% |